# Municipio de La Roche
El municipio de La Roche (en inglés: La Roche Township) es un municipio ubicado en el condado de Charles Mix en el estado estadounidense de Dakota del Sur. En 2010 tenía una población de 200 habitantes y una densidad poblacional de 1,05 personas por km².

## Geografía
El municipio de La Roche se encuentra ubicado en las coordenadas 43°27′1″N 99°9′43″O / 43.45028, -99.16194. Según la Oficina del Censo de los Estados Unidos, el municipio tiene una superficie total de 189.63 km², de la cual 156,51 km² corresponden a tierra firme y (17,46 %) 33,11 km² es agua.

## Demografía
Según el censo de 2010, había 200 personas residiendo en el municipio de La Roche. La densidad de población era de 1,05 hab./km². De los 200 habitantes, el municipio de La Roche estaba compuesto por el 99,5 % blancos, el 0,5 % eran amerindios. Del total de la población el 0 % eran hispanos o latinos de cualquier raza.